# Saarloq
Saarloq [ˈsɑːɬːɔq] (nach alter Rechtschreibung Sârdloĸ) ist eine grönländische Siedlung im Distrikt Qaqortoq in der Kommune Kujalleq.

## Lage
Saarloq befindet sich auf einer nur etwa 14,4 ha kleinen gleichnamigen Insel inmitten einer Inselgruppe an der Südküste des Fjords Kangerluarsorujuk. An dessen Nordseite liegt 10 km nordöstlich Eqalugaarsuit. 19 km nördlich befindet sich der Kommunehauptort Qaqortoq.

## Geschichte
Saarloq wurde 1853 als Udsted gegründet.
Ab 1911 war Saarloq eine eigene Gemeinde, der noch der Wohnplatz Qaarsoq angehörte. Obwohl auch Kangermiutsiaat innerhalb der Gemeindegrenze lag, wurde dieser der Gemeinde Julianehaab zugerechnet. Die Gemeinde war Teil des 4. Landesratswahlkreises Südgrönlands.
1919 wohnten 85 Menschen in Saarloq, die in 16 Wohnhäusern lebten. Die Wohnung des Udstedsverwalters stammte aus dem Gründungsjahr und war vergleichsweise klein mit nur einem Wohnraum. Ebenfalls 1853 wurde das Speckhaus gebaut, das knapp 50 m² groß war und im Dachgeschoss einen Proviantraum hatte. Es gab eine knapp 40 m² große Fassbinderei, die 1897 gebaut wurde und einen Laden im Dachgeschoss hatte. Alle drei Gebäude waren aus Stein. Zudem gab es ein Pulverhaus in Saarloq. Die Schulkapelle maß rund 50 m² und aus Holz und war mit einem ungelernten Katecheten besetzt. Zudem war eine Hebamme im Ort tätig. Außerdem gab es in Saarloq ein für damalige Zeiten untypisches Versammlungshaus, dass als Fachwerkbau mit Torfmauern gebaut worden war. Alle Gebäude wurden als schlecht gebaut beschrieben. Unter den Bewohnern waren 15 Jäger und vier Fischer, die hauptsächlich von der Robbenjagd lebten.
1928 wurde ein neuer Laden gebaut und später erhielt Saarloq einige Fischhäuser. 1950 lebten bereits 114 Menschen in Saarloq und 1960 war die Zahl auf 185 angestiegen. Von da an ging sie zurück und lag 1970 bei 164 Personen. 1960 wurde eine Hebammenwohnung gebaut. 1961 wurde eine kleine Hafenanlage mit Bootsrampe errichtet. Zudem gab es eine Werkstatt.

## Wirtschaft
Saarloq lebt wie viele grönländische Dörfer von der Jagd. In der Umgebung werden Robben, Wale, Wasservögel und Fische gefangen. Bis in die 1990er Jahre hatte Saarloq eine Fischverarbeitungsfabrik, aber durch die starke Abwanderung musste diese geschlossen werden, sodass die Verarbeitung nun in Eqalugaarsuit und Qaqortoq erfolgt.

## Infrastruktur und Versorgung
Saarloq hat zwar einen Kai, aber das Flachwasser erschwert die Benutzung. Über einen Heliport kann der Ort zudem aus der Luft angesteuert werden. Im Ort existieren keine Straßen.
Pilersuisoq hat eine Filiale in Saarloq, die den Ort mit Waren versorgt. Nukissiorfiit versorgt Saarloq über ein von 2007 bis 2010 renoviertes Kraftwerk inkl. Stromleitungen mit Strom und über eine Meerwasserentsalzungsanlage mit Trinkwasser. Müll wird auf einer Deponie gelagert. Eine Müllverbrennungsanlage wurde angeschafft, konnte aber nicht installiert werden, sodass sie nun als Reserve für die anderen Orte in der Umgebung fungiert. Eine Rampe zur Müllentsorgung ist ebenfalls renovierungsbedürftig.

## Bebauung
Saarloq hatte 2016 29 Häuser, wovon 4 leer standen. Vier Gebäude sind geschützt, darunter ein altes Gebäude, das Pilersuisoq gehört, aber ungenutzt ist, wobei überlegt wurde dort ein Museum einzurichten.
Es gibt eine Kirche mit 2003 erneuertem Friedhof. Die Schule in Saarloq ist mangels Schülern geschlossen. Weiterhin existieren zwei renovierungsbedürftige Spielplätze. Eine Werkstatt wurde 2010 bei einem Sturm zerstört. Für die hohe Zahl an Alten im Dorf wurde ein kleines Altenheim eröffnet.

## Söhne und Töchter
- Frederik Nielsen (1880–?), Handelsverwalter und Landesrat
- Hans Motzfeldt (1881–1921), Katechet und Landesrat
- Johan Kleist (1927–1995), Chorleiter
- Hendrik Nielsen (1942–2022), Politiker (Siumut)

## Bevölkerungsentwicklung
Saarloq ist eines der kleinsten Dörfer Grönlands und das zweitkleinste der Kommune nach Qassimiut. Die Einwohnerzahl hat sich in den letzten 20 Jahren mehr als geviertelt.